# Grotte de la Roche au Loup (Merry-sur-Yonne)
Pour les articles homonymes, voir Roche aux Loups.
La grotte de la Roche-au-Loup est un site préhistorique situé à Merry-sur-Yonne, dans l'Yonne, en Bourgogne, France.
Ses dépôts du Paléolithique moyen et supérieur, sa richesse en faune et sa position à la jonction entre la zone alpine et la plaine nord-européenne en font un site notable. Elle a été occupée au Châtelperronien, un fait rare au nord de la Loire, et au bronze final. Elle est également remarquable pour certains de ses objets du Châtelperronien qui démontrent un choix de nature tant psychologique que fonctionnelle.

## Situation
La grotte se trouve sur la commune de Merry-sur-Yonne, entre Auxerre (33 km au nord) et Vézelay (20 km au sud). Elle est à 300 m de l'Yonne, sur la petite route de la ferme de Ravereau, au nord-est de Merry, dans les falaises qui dominent le côté nord de cette route, à 167 m d'altitude,.

## Description
Son porche de 3 m de largeur pour 6 m de longueur s'élève à 5 m de hauteur. Il s'ouvre sur une grande salle de 14 × 7 m de longueur et largeur, elle-même prolongée par deux galeries.
Dans les années 1980, les fouilles archéologiques ont révélé l'existence d'une seconde entrée : une sorte de puits profond de 5 m débouche dans la première salle à 10 m de son entrée principale, du côté de la paroi Est. Cette entrée a été rebouchée pour préserver le microclimat de la grotte, de même que le puits permettant d'atteindre la partie basse de la grotte.
Son développement est de 50 m, avec une dénivellation de -6 m.

## Historique
La grotte est découverte par l'abbé Alexandre Parat, qui la fouille en 1897 et 1898. Il n'identifie que deux niveaux d'occupation : Moustérien et Magdalénien. Il ne mentionne le Châtelperronien que pour en signaler l'absence, lorsqu'il dit ne pas avoir observé « comme à la grotte de l'Ours, à Arcy-sur-Cure, le passage d'une industrie à l'autre ».
Poplin mentionne l'existence de quelques fouilles ultérieures qui n'ont laissé que très peu de traces écrites. Puis François Poplin y consacre sept campagnes de fouilles entre 1981 et 1987.

## Occupation humaine
La grotte a été occupée au Paléolithique moyen, au Châtelperronien, au Gravettien, au Badegoulien et au Magdalénien. Noter que les sites châtelperroniens sont rares au nord de la Loire.

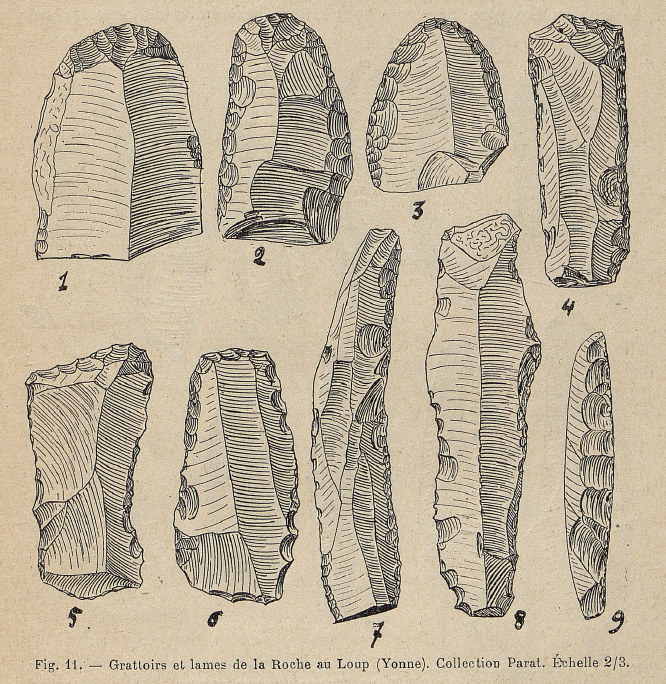
Fig. 11, grattoirs (1 à 6) et lames (7 à 9)
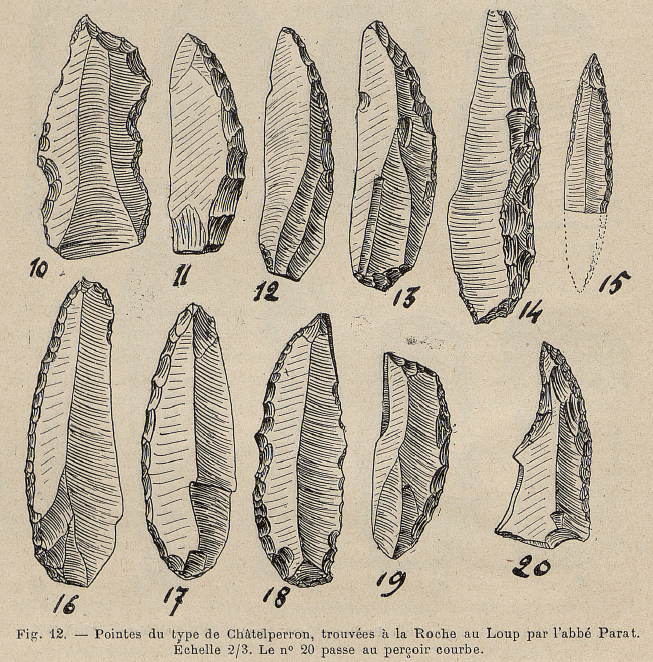
Fig. 12, Pointes « de type châtelperronien »
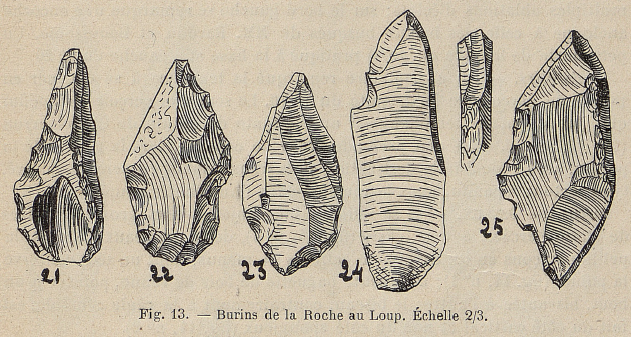
Fig. 13, burins
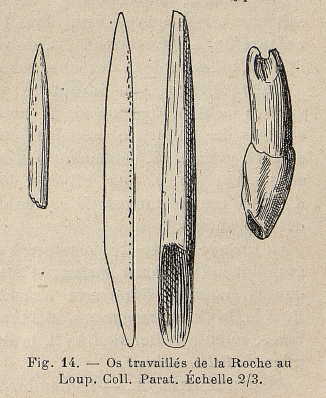
Fig. 14, Os travaillés :no 1 - poinçon ; no 2 : baguette en bois de renne ; no 3 - dent de bison percée

- Figure 11, grattoirs et lames : les nos 1, 2 et 3 sont façonnés à l'extrémité de larges éclats[11] à tendance lamellaire et conservent une tendance moustérienne. Les nos 4, 5 et 6 sont des lames massives qui se terminent par des retouches terminales plus ou moins carrées. Les lames sont souvent irrégulières, tendent à être contrefaites et sont rarement l'objet de retouches véritables[12]. Leurs bords montrent souvent de nombreuses ébréchures distribuées irrégulièrement sur tout le pourtour. Le tranchant droit de la no 8 est cependant assez bien retouché, de même qu'une des arêtes de la no 9 - une lame aussi large que haute[13].
- Figure 12, pointes à retouches unilatérales de type châtelperronien : la retouche est plus souvent sur le côté droit que sur le gauche[13].
Le no 20 est le seul perçoir bien défini trouvé par Breuil. Il ressemble à une pointe de Châtelperron modifiée en perçoir incurvé par une profonde retouche concave du côté de la pointe. Un petit burin concave est pratiqué à la base et à gauche. Selon Breuil, ce type d'outil se trouve principalement dans l'Aurignacien supérieur[14].
- Figure 13, burins : sur le no 19 la retouche du bord droit tend à devenir transversale vers la pointe et le méplat caractéristique le long de l'autre bord est mieux défini et plus accentué[13]. Les nos 21 et 22, très épais, ont un côté retouché très obliquement, et les enlèvements sont pratiqués sur l'autre bord ; le no 22 a de plus un grattoir grossier à l'extrémité opposée[14]. Les nos 23 et 24 sont des burins ordinaires, avec plusieurs enlèvements bilatéraux[13]. Le no 25 est un burin double avec de multiples ablations d'éclats sur les côtés à partir de chaque extrémité et une encoche sur le bord gauche[14].
- Figure 14, os travaillés : le poinçon en no 1 est le seul (des fouilles Breuil) ayant conservé sa pointe. La baguette en bois de renne (no 2) est pointue à un bout et biseautée à l'autre bout : contrairement à la règle, le biseau est du côté cortical et non du côté spongieux[14].

### Vestiges humains
Des restes humains fragmentaires sont découverts, mais le contexte de la découverte est incertain même si l'un d'entre eux (une dent) semble provenir de la brèche attribuée, pour partie, au Châtelperronien.

## Archéologie

### Châtelperronien
En 1983, Poplin et son équipe y trouvent une série d'objets datant du Châtelperronien (environ 45 000 à 40 000 ans avant le présent). Les plus remarquables sont un petit bloc de galène, un morceau de grès en forme de crache de cerf, et un oursin fossile, le tout entourés d'outils, de quelques charbons et de morceaux d'ocre.
Le fossile d'oursin du genre (disparu) des Micraster, datant du Crétacé, a été taillé pour servir de racloir ou de tranchoir. Poplin précise qu'il a été rapporté sur une grande distance, que ce fossile « ne faisait qu'un médiocre galet de matière première », et que son choix procède plus vraisemblablement d'une sensibilité psychologique « aux formes, à la matière, aux couleurs, sens de la découverte, de l'appropriation... ».
Le niveau châtelperronien est marqué par une association lithique faite de formes moustériennes, de pointes du type de Châtelperron, de « lames à gorges » et de grattoirs du « type de Tarté ». Cette association a également été rencontrée à 

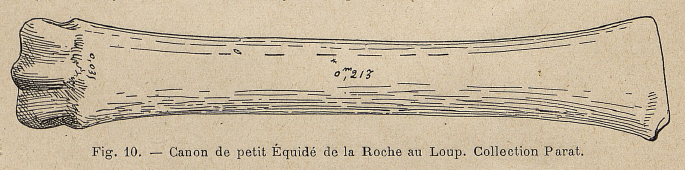
Os de petit équidé

Châtelperron, 
Germolles, 
la Ferrassie, 
Haurets (Ladaux) et 
Gargas,.

### Vestiges de paléofaune
Les vestiges de paléofaune de la grotte comprennent :
Canis lupus Linnaeus, 1758 (loup gris) ;
Cervus elaphus Linnaeus, 1758 (cerf élaphe) ;
Crocuta crocuta (Erxleben, 1777) (hyène) ;
Equus caballus Linnaeus, 1758 (Cheval domestique) ;
Gulo gulo (Linnaeus, 1758) (glouton) ;
Lepus europaeus Pallas, 1778 (lièvre d'Europe) ;
Lynx lynx (Linnaeus, 1758) (lynx boréal) ;
Mammuthus primigenius (Blumenbach, 1803) (mammouth) ;
Marmota marmota (Linnaeus, 1758) (marmotte des Alpes) ;
Martes martes (Linnaeus, 1758) (martre des pins) ;
Megaloceros giganteus (Blumenbach, 1799) (cerf géant) ;
Meles meles (Linnaeus, 1758) (blaireau européen) ;
Mustela erminea Linnaeus, 1758 (hermine) ;
Mustela lutreola (Linnaeus, 1760) (vison d'Europe) ;
Mustela nivalis Linnaeus, 1766 (belette d'Europe) ;
Rangifer tarandus (Linnaeus, 1758) (renne) ;
Sus scrofa Linnaeus, 1758 (sanglier) ;
Ursus arctos Linnaeus, 1758 (ours brun).

### La légende de l'hippopotame
L'abbé Alexandre Parat avait noté la présence d'hippopotame, sur la base d'un fragment d'incisive de 6 cm de long trouvé dans les couches les plus anciennes et que Gaudry, sollicité par Péron, identifie comme celle de ce pachyderme antique. Poplin réanalyse ce fragment en 1986 et diagnostique un germe de défense de mammouth, mettant ainsi fin à une longue diatribe. L'erreur initiale venait de ce que cette pièce était encore recouverte de sa coiffe d'émail, que l'usure fait disparaître assez rapidement lorsque l'animal et sa défense grandissent.

### Bronze final
La grotte est aussi un site du bronze final III,.
La couche 2 a livré une bonne représentation de poterie noire ou brune foncé, lustrée, avec ou sans décor. Ce type de poterie se retrouve dans les autres grottes de la vallée de la Cure et dans certaines grottes de la vallée de l'Yonne (grotte du Cachot, couche 2 de la grotte de Nermont à Saint-Moré).

## Conservation
La plupart des objets collectés par Poplin et son équipe sont stockés au Muséum national d'histoire naturelle, à Paris.
La collection Parat pour cette grotte a été déposée au musée de l'Avallonnais.